# Хорватско-болгарские войны (854—1000)
Хорватско-болгарские войны — ряд конфликтов, которые вспыхнули в течение IX и X веков между сферами влияния средневековой Хорватии и Болгарии.

## Первая война
В середине IX века Болгария была доминирующей силой в Центральной, Восточной и Северной части Балкан. В 854 болгарский правитель Борис заключил официальный союз с Моравским князем Ростиславом против Людовика Немецкого, правителя Восточно-Франкского королевства. Князь Трпимир был верным франкским вассалом и устал от постоянного расширения влияния Болгарии, когда она расширила свои территории до хорватской границы, после войны против Рашки. Болгария, как говорят, вторглась в Хорватию приблизительно в 854, но существует также возможность того, что король Людовик дал разрешение напасть на Болгарию. Во время войны 854, был только один большой бой на территории современной северо-восточной Боснии, и ни одна из сторон с победой с поля боя не ушла. Вскоре после этого, начались мирные переговоры между Борисом и Трпимиром, в результате чего обменялись подарками и установили мир. Границы между Хорватско-Далматскими княжествами и Болгарией стабилизировалась на реке Дрина.

## Вторая война
Война была объявлена между болгарским царем Симеоном I, который хотел захватить Византийскую империю, и монархом Византийской империи Романом I. Под сильным натиском болгар и копившимися поражением за поражением, Византийская империя начала переговоры с Сербией и Хорватией в стремлении создать альянс против болгар. Получив информацию об этих планах, князь Михаил Захумлье, который был вынужден бежать на острова, так как сербские правители захватили большую часть его земель (Захумье), Симеон захватил Сербию в 924, уничтожил её, убивая её правителей, и сделал её частью Болгарского царства. Сербия правителем Захария Прибиславлевич бежал в хорватские земли, а после уничтожения Сербии начались массовые волны сербских беженцев в Хорватию. В попытке включить Хорватию в коалицию, Роман I приказал Далмации в 925 платить налоги не Византии, а Хорватии; далматинских территорий, включая большинство городов и северные острова, были в дальнейшем владениями короля Томислава, и должны были оставаться у Хорватии. Сербы Захумлья с Хорватией и князем Михаилом, стали вассалами Томислав некоторое время ранее (в 926). Царь Симеон послал князя Алогоботура в Хорватию, в результате чего вызвал войну в 926.
Самым главным сражением войны была битва на боснийских холмах 27 мая 927, когда хорватские силы под командованием короля Томислава нанесли полное поражение болгарскому войску под командованием Алогоботура, убив большую часть болгар в битве. Это был единственный бой царя Симеона, который он проиграл. Так как оба правителя поддерживали хорошие отношения с папой Иоанном X, папа заставил их договориться о прекращении войны, вскоре после этого, без каких-либо изменений границ. Хотя восточная граница была продлена до реки Босна, Хорватские земли были значительно развиты военном деле: она вышла из войны как одна из самых современных государств периода. Также Хорватия была владелицей хорошего флота. В тот же день, Симеон умер в Преславе, а его преемником стал Петр I, который столкнулся с трудностями и восстаниями своих братьев Михаила и Ивана. Сербы смогли воспользоваться этой ситуацией, и многие из них вернулись в 931 в свои дома в новом сербском княжестве во главе с Чаславом Клонимировичем.

## Третья война
Во второй половине X века, хорватские земли находились под властью Степана Држислава. Он заключил союз с Восточной Римской империей, которая в свою очередь, признала его королём всех его земель. После смерти Степана в 997 году, его сын Светослав Суронья продолжил про-византийскую политику. Его братья Крешимир III и Гоислав были против его правления и устроили попытку государственного переворота, прося болгарского царя Самуила о помощи. Отвечая на их призыв, Самуил начал нападение в 998 и разрушил далматские города Трогир и Сплит, но был остановлен во время осады города Задар. Болгарские силы вернулись на родину через Боснию. Территории захваченные Самуилом во время войны были отданы Крешимиру и Гоиславу, которые, с дальнейшей поддержкой Болгарии, победили в хорватской гражданской войне и взяли на себя правление в 1000 году. Светослав был отправлен в ссылку в Венецию, но после смены правительства в Венеции он был сослан в Венгрию, где вскоре и умер. После смерти Ивана Владислава в 1018 году Болгария попала под византийское владычество, а Крешимир III и Гоислав, стали византийскими вассалами.